# 李美嫦
李美嫦，GBS，JP（1965年11月5日—），前香港政府官員，曾擔任教育局常任秘書長。

## 簡歷
李美嫦中學就讀於荃灣官立中學，於1988年取得香港大學法學士學位，同年9月加入政務職系，於2011年4月晉升為首長級乙一級政務官，於2016年4月晉升為首長級甲級政務官。
李美嫦早年曾在運輸署、政務總署、財政科、中央政策組、教育統籌科（後改稱教育統籌局）、政務司司長辦公室等多個決策局及部門服務。她其後出任民政事務總署助理署長，並在2002年11月25日接替馮浩賢出任深水埗民政事務專員。卸任後，她曾在民政事務局供職。
李美嫦所任的重要職位包括：
- 2002年11月25日至2004年5月30日：深水埗民政事務專員[5]
- 2005年2月至2009年9月：公務及司法人員薪俸及服務條件諮詢委員會聯合秘書處秘書長
- 2009年9月至2014年7月16日：教育局副秘書長
- 2014年7月17日至2019年9月9日：康樂及文化事務署署長
- 2019年9月10日至2020年8月6日：財經事務及庫務局常任秘書長(財經事務)
- 2020年8月7日至2025年7月2日：教育局常任秘書長

## 釘牌教會小學老師的爭議
2020年10月九龍塘宣道小學一名教師被教育局指在教學時宣揚港獨信息，被當局以「嚴重專業失德」為由，取消其教師註冊。教育局的主事官員是常務秘書長李美嫦。她是基督徒，並且就任中國神學研究院的院董不久。此事引起教會圈內討論熱烈，有人甚至主張中神罷免或譴責她，又掀起了政府與教會機構之間關係的討論。最後在中神校友會關注下，院董會接納了李美嫦的請辭。

## 榮譽

### 殊勳
- 官守太平紳士（J.P.）（2006年7月1日－）[7]
- 金紫荊星章（GBS）（2025年7月1日－）

## 外部連結
- 李美嫦@灼見名家 （页面存档备份，存于）

| 政府职务        | 政府职务                                                         | 政府职务      |
| --------------- | ---------------------------------------------------------------- | ------------- |
| 前任： 楊何蓓茵 | 教育局常任秘書長 2020年8月7日-2025年7月2日                       | 繼任： 陳穎韶 |
| 前任： 黃灝玄   | 財經事務及庫務局常任秘書長(財經事務) 2019年9月10日一2020年8月6日 | 繼任： 甄美薇 |
| 前任： 馮程淑儀 | 康樂及文化事務署署長 2014年7月17日一2019年9月9日                 | 繼任： 劉明光 |
| 前任： 馮浩賢   | 深水埗民政事務專員 2002年11月25日 - 2004年5月30日                | 繼任： 葉大偉 |